# Kojtjärnen (Arjeplogs socken, Lappland)
Kojtjärnen är en sjö i Arjeplogs kommun i Lappland och ingår i Piteälvens huvudavrinningsområde. Sjön har en area på 0,0741 kvadratkilometer och ligger 444,9 meter över havet. Kojtjärnen ligger i Piteälven Natura 2000-område.

## Delavrinningsområde
Kojtjärnen ingår i det delavrinningsområde (736155-163353) som SMHI kallar för Ovan Harrokjåkkå. Medelhöjden är 504 meter över havet och ytan är 36,7 kvadratkilometer. Räknas de 14 avrinningsområdena uppströms in blir den ackumulerade arean 210,87 kvadratkilometer. Udtjabäcken (Paktajåkkå) som avvattnar avrinningsområdet har biflödesordning 2, vilket innebär att vattnet flödar genom totalt 2 vattendrag innan det når havet efter 197 kilometer. Avrinningsområdet består mestadels av skog (64 procent) och sankmarker (32 procent). Avrinningsområdet har 1,51 kvadratkilometer vattenytor vilket ger det en sjöprocent på 4,1 procent.